# Samaritanci
Samaritanci, Samarijanci ili Samarićani (hebrjeski: שומרונים ,Šomronim,arapski: السامريون as-Sāmariyyūn) su etnoreligijska grupa na Levantu. 

## O Samaritancima
U religijskom smislu predstavljaju sljedbenike samaritanstva, abrahamske religije srodne judaizmu. Religija im se temelji na Samaritanskom petoknjižju, a za sebe tvrde da predstavlja pravu vjeru drevnih Izraelita, odnosno u obliku prije babilonskog ropstva. Samaritanci sebe smatraju potomcima Izraelita koji su u to vrijeme ostali u Izraelu.
Iako se naziv Samaritanci obično povezuje sa Samarijom, drugi izvori tvrde da potječe od hebrejskog izraza שַמֶרִים, "Čuvari [Zakona]". Biblija navodi (u drugoj knjizi kraljeva ) kako Samaritanci potječu od stanovništva Izrael a koje je ostalo tijekom Babilonskog sužanjstva a koji su se vjerski, kulturno i na dsrugi način miješali s pridošlim poganskim narodima 
U Talmudu se pak njihove tvrdnje o drevnim predcima osporavaju, te se za njih koristi izraz Kutejci (hebrjeski: כותים, Kuthim), koji navodno potječe od grada Cuthah (Kutha) u današnjem Iraku. Suvremena genetska istraživanja, pak, potvrđuju i navode samih Samaritanaca i navode u Talmudu.
Iako su kroz povijest bili prilično brojna zajednica — te imali više od milijun pripadnika krajem rimskog razdoblja, do prije nekoliko stoljeća njihov se je broj smanjio na desetak tisuća— njihov neočekivani demografski pad se tumači nizom povijesnih događaja, uključujući krvavim gušenjem Trećeg samaritanskog ustanka (529.) protiv bizantske kršćanske vlasti te masovno prelazak na islam nakon arapskog osvajanja Palestine. Prema njihovom vlastitom popisu od 1. studenog 2007. bilo ih je 712 Samaritanci danas žive u samo dvije lokacije - Kiryat Luza na planini Gerizim kraj Nablusa (Shechem) na Zapadnoj obali i u izraelskom gradu Holon. Postoje, međutim i druge zajednice koje njeguju samaritanske tradicije izvan Izraela, prije svega u SAD-u.
Većina suvremenih Samaritanaca u Izraelu danas govori moderni hebrejski, dok u Nablusu kao materinski jezik koriste arapski. U liturgijske svrhe se koriste samaritanski hebrejski, samaritanski aramejski i samaritanski dijalekt arapskog, a svi se pišu samaritanskim alfabetom, inačicom starohebrejskog pisma, .

## Odnosi sa židovstvom
Samaritanci sebe smatraju Bene Yisrael (djecom Izraela) koja se rabi za sve židovske denominacije u svijetu. Međutim ne smatraju se Yehudim- suvremenim nazivom za Židove.

## Milosrdni Samarijanac
U Novom zavjetu, Samarijanci se spominju na nekoliko mjesta od kojih je najznačajnija Isusova prispodoba od Milosrdnom Samarijancu. Zbog toga se u kršćanskom svijetu naziv "samarijanac" uvriježio kao naziv za nekog tko nesebično pomaže nepoznatom u nevolji.